# Lémeré
Lémeré ist eine französische Gemeinde mit 414 Einwohnern (Stand: 1. Januar 2022) im Département Indre-et-Loire in der Region Centre-Val de Loire; sie gehört zum Arrondissement Chinon und zum Kanton Sainte-Maure-de-Touraine. Die Einwohner werden Lémeréziens genannt.

## Geographie
Die Gemeinde Lémeré liegt an der Veude im Regionalen Naturpark Loire-Anjou-Touraine, etwa 14 Kilometer südöstlich von Chinon. Nachbargemeinden von Lémeré sind Anché im Nordwesten und Norden, Sazilly im Norden und Nordosten, Tavant im Nordosten, Brizay im Osten, La Tour-Saint-Gelin im Südosten, Champigny-sur-Veude im Süden, Assay im Südwesten sowie Ligré im Westen.

## Bevölkerungsentwicklung
| Jahr                       | 1962 | 1968 | 1975 | 1982 | 1990 | 1999 | 2006 | 2013 | 2021 |
| Einwohner                  | 541  | 479  | 436  | 380  | 365  | 369  | 399  | 485  | 453  |
| Quellen: Cassini und INSEE |      |      |      |      |      |      |      |      |      |

## Sehenswürdigkeiten
- Kirche Saint-Hilaire, Monument historique
- Burg Le Rivau
- Schloss La Noblaye
- Dolmen du bois de Neuilly
- Wasserturm

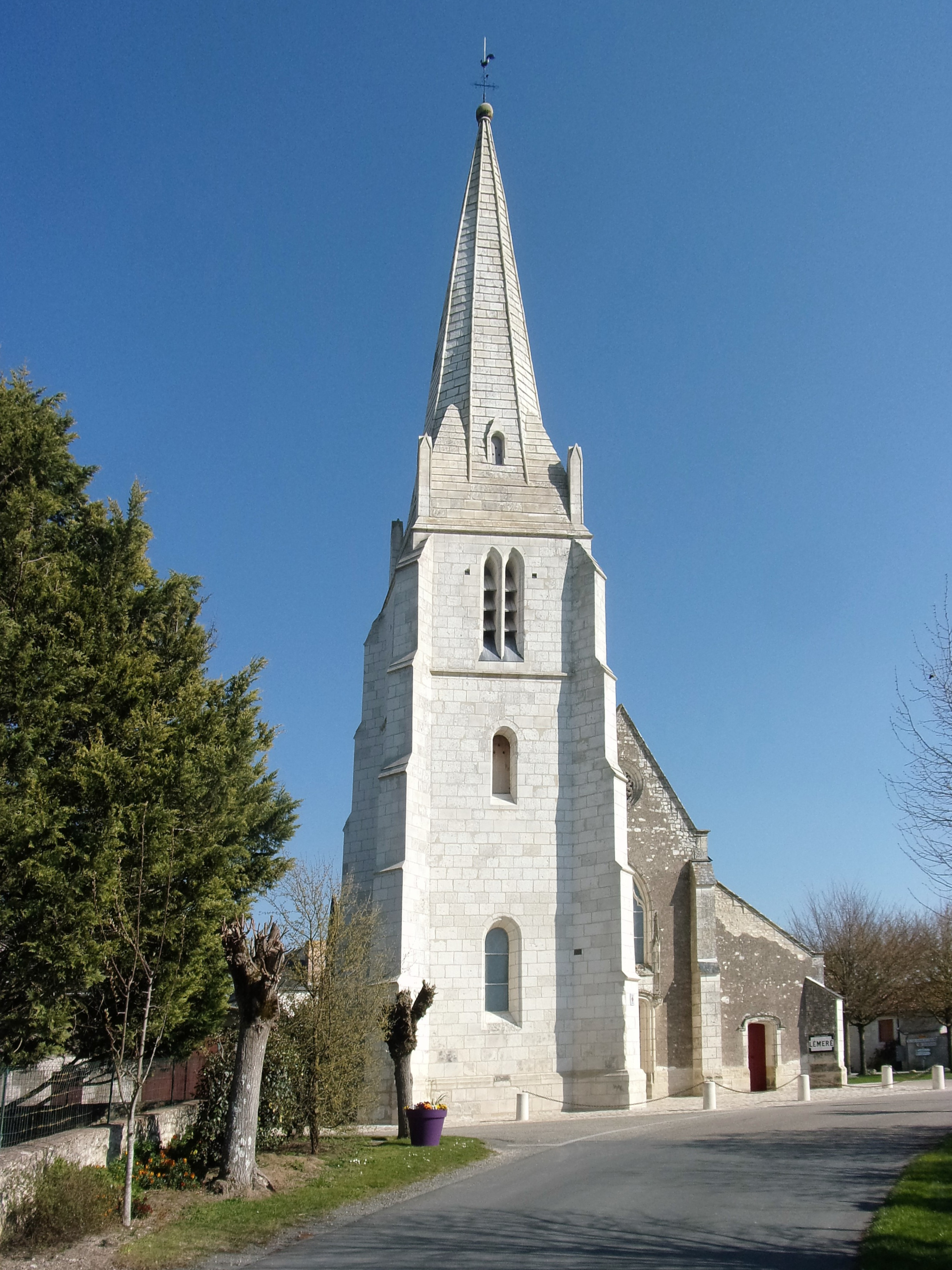
Kirche Saint-Hilaire
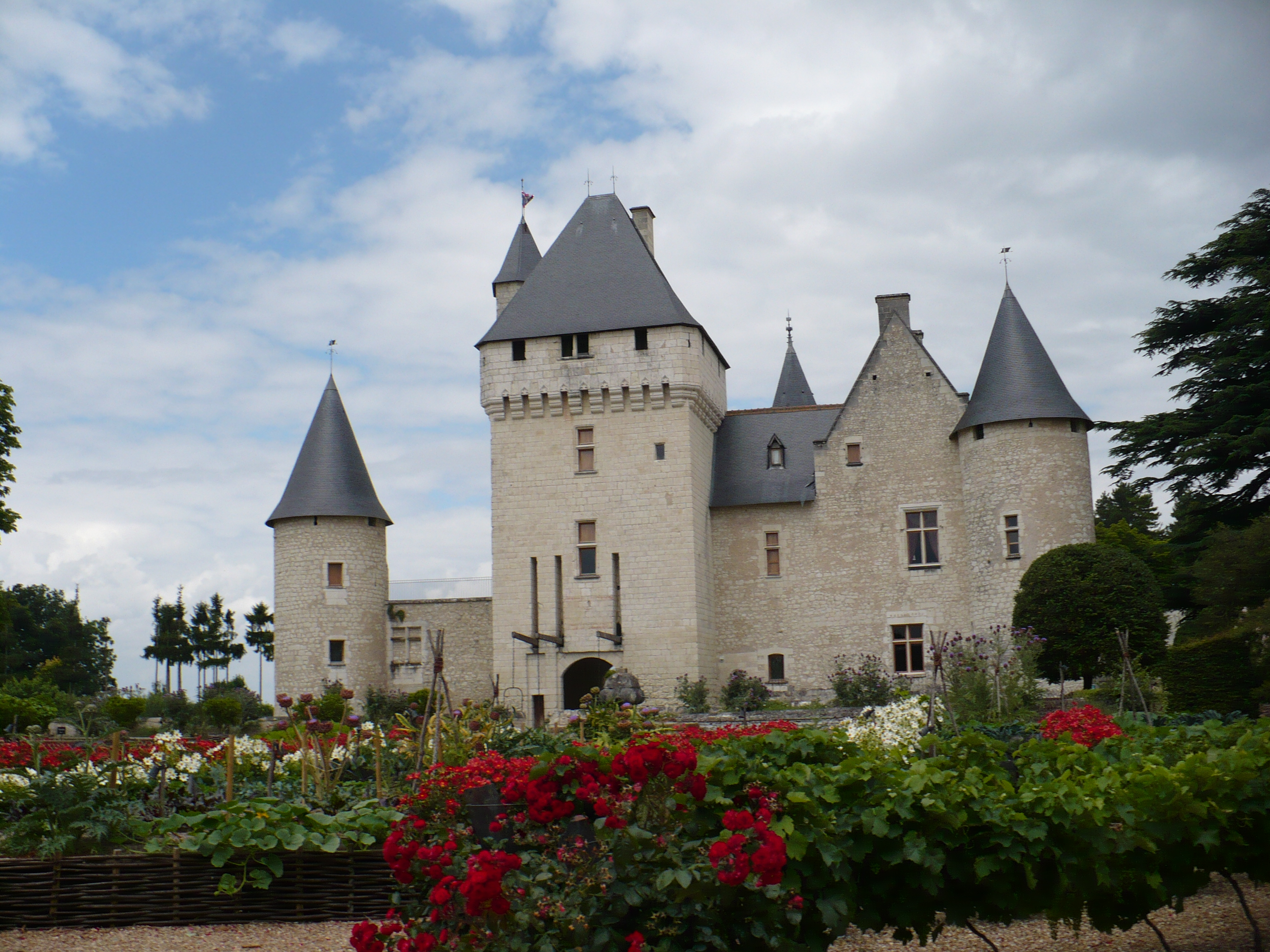
Burg Le Rivau
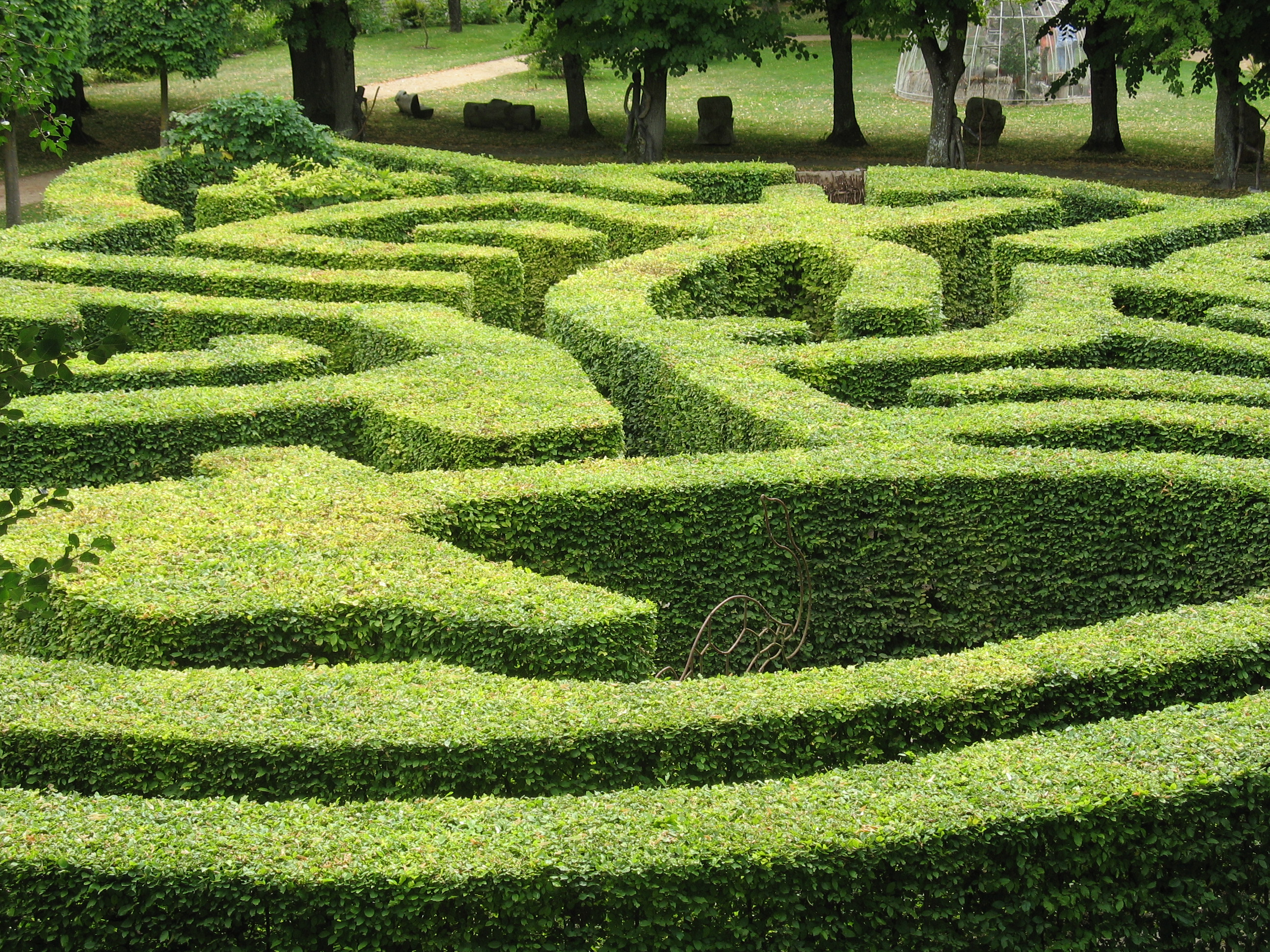
Labyrint im Burggarten Le Rivau